# Carson, Iowa
Carson là một thành phố thuộc quận Pottawattamie, tiểu bang Iowa, Hoa Kỳ. Năm 2010, dân số của thành phố này là 812 người.

## Dân số
Dân số qua các năm:
- Năm 2000: 668 người.
- Năm 2010: 812 người.